# زهرا محمودی
زهرا محمودی (زادهٔ ۱ ژانویهٔ ۱۹۹۰، تهران، ایران) ملی پوش فوتبال زنان افغانستان است. وی هنگامی که برای اولین بار تیم ملی فوتبال زنان افغانستان در سال ۲۰۰۷ تأسیس شد از اعضای بنیانگذار آن بود. او سپس به عنوان کاپیتان تیم انتخاب شد و تا اواخر سال ۲۰۱۳ در این پست باقی بود.

## زندگی
محمودی در سال ۱۹۹۰ در نزدیکی تهران، ایران، متولد شد. خانواده او از پناهجویان هزاره بوده که در سال ۱۹۷۵ از جنگ شوروی در افغانستان فرار کرده بودند. در سال ۲۰۰۰، هنگامی که ۹ ساله بود، یک باشگاه فوتبال دختران را در مدرسه خود ترتیب داد. اندکی بعد، پدرش کارگاه کوچکی را برای تولید وسایل فوتبال راه اندازی کرد. محمودی روزها در مغازه کار می‌کرد و عصرها به صورت پنهانی تمرین می‌کرد. در سال ۲۰۰۴ وقتی دولت ایران ممنوعیت تحصیل مهاجرین افغان را در مدارس قرار داد، خانواده محمودی مجبور شدند به افغانستان بازگردند. در آنجا، محمودی سازماندهی مسابقات غیررسمی فوتبال زنان را در کابل آغاز کرد.

## حرفه باشگاهی
در سال ۲۰۰۷، محمودی توسط فدراسیون فوتبال افغانستان جذب شد تا در بنیانگذاری اولین تیم ملی فوتبال زنان افغانستان حاضر باشد. او در سال ۲۰۱۰ کاپیتان تیم شد و تیم را در مسابقات قهرمانی زنان فدراسیون فوتبال آسیای جنوبی در سال ۲۰۱۰ هدایت کرد. این اولین باری است که یک تیم فوتبال زنان افغانی شرکت می‌کرد. این تیم تحت هدایت وی در سال ۲۰۱۲ بازگشت. محمودی همچنین در باشگاه‌های مختلف در شهر کابل از جمله در باشگاه پیام (۲۰۱–۲۰۱۰)، کابل باشگاه (۲۰۱۲–۲۰۱۰) و باشگاه ربیع بلخی (۲۰۱۲–۲۰۱۳) بازی کرد. محمودی اولین مربی زن فوتبال در افغانستان بود که در سال ۲۰۱۱ مجوز مربیگری را از فدراسیون فوتبال افغانستان دریافت کرد. او تیم دختران زیر ۱۴ سال افغانستان را نیز تأسیس مربیگری کرد و به عنوان رئیس کمیته زنان فدراسیون فوتبال افغانستان فعالیت‌های خویش را آغاز کرد.
در سال ۲۰۱۳، زهرا محمودی از محمد علی در لوئیزویل، کنتاکی جایزه بشردوستانه دریافت کرد، جایزه اصل «معنویت» که به محمودی برای تلاش‌های خود در زمینه ارتقا حقوق زنان در افغانستان از طریق ورزش به محمودی اعطا شد. در نتیجه تهدیدهای طالبان، وی به افغانستان برنگشت، اما در کانادا درخواست پناهندگی کرد و در تورنتو اقامت گزید.
در تورنتو، محمودی به عنوان سفیر ورزش در حق بازی، سازمانی که به دنبال ایجاد جوامع از طریق ورزش است، کار می‌کند. در ژوئن ۲۰۱۹ محمودی از دانشگاه گلف لیسانس توسعه بین‌الملل فارغ‌التحصیل شد و جایزه مطالعات توسعه بین‌المللی ۲۰۱۹ را به عنوان منطقه مورد تأکید توسعه اقتصادی و تجاری دریافت کرد.